# Gunnar Rasmussen
Karl/Carl Gunnar Julius Rasmussen (30. januar 1894 i Slagelse-5. december 1945 i New York, USA) var en dansk atlet (kapgang) og smed. Han var medlem af Sparta Atletik.
Gunnar Rasmussen deltog i 3000 meter og 10 km kapgang ved OL 1920 i Antwerpen, hvorhan blev diskvalificeret for uren gang i begge løb. Han satte fire (andre kilder siger fem) verdensrekorder alle i 1918, der til satte han seks danske rekorder og vandt seks DM alle på 20km.
Gunnar Rasmussen emigrerede til Canada og døde 1945 i New York i USA.

## Verdensrekorder
- 3000 meter: 12,53,4 – sat 1918
- 5000 meter: 21,59,8 – sat 1918
- 10000 meter: 45,26,4 – sat 18. august 1918, Østerbro
- 15 km: 1,10,23 – sat 1918

## Danske mesterskaber
- Guld 1923 20km gang 51,31,0
- Guld 1922 20km gang 47,46,0
- Guld 1921 20km gang 48,51,0
- Guld 1919 20km gang 46,15,0
- Guld 1918 20km gang 45,26,2
- Guld 1914 20km gang 47,26,4